# Napier Shaw
William Napier Shaw (Birmingham, 4 marzo 1854 – Londra, 23 marzo 1945) è stato un meteorologo britannico.
Nel 1887 divenne lettore di fisica all'università di Cambridge e nel 1919 Socio dei Lincei. Studioso dell'inquinamento atmosferico, costruì un microbarografo.